# Pierre Gaxotte
Pierre Gaxotte (ur. 29 stycznia 1895 w Revigny-sur-Ornain (Lotaryngia), zm. 21 listopada 1982 w Paryżu) – francuski historyk i dziennikarz, znany ze swego krytycznego nastawienia do rewolucji francuskiej i jej radykalizmu, a także z prób rehabilitacji Francji XVIII wieku i ancien régime.

## Życiorys
W 1920 roku ukończył studia na wydziale historii i geografii. Przez kilka lat był wykładowcą historii.
Jako historyk podkreślał nowoczesność zmian, jakie wprowadzała monarchia absolutna i sprzeczność między tą ostatnią a arystokratycznym feudalizmem. Twierdził, że główną przyczyną rewolucji 1789 roku była chęć władzy, jaką posiadali filozofowie-encyklopedyści, którzy jako naukowcy-amatorzy nie mogli się wybić w życiu akademickim.
Związany był z rojalistyczną Akcją Francuską; przez pewien czas był sekretarzem Charles'a Maurras.
W 1953 roku został wybrany do Akademii Francuskiej, zajmuje w niej 36. miejsce.

## Dzieła
- La Révolution française, Paryż, Fayard, 1928, wyd. polskie "Rewolucja Francuska", wyd. Arche, Gdańsk 2001.
- Le Siècle de Louis XV, 1933.
- Frédéric II, 1938.
- Histoire des Français,
- La FRANCE en Face de L'ALLEMAGNE, articles, formules et reflexions, 1940.
- La France de Louis XIV, Paryż, Hachette, 1946.
- Histoire de l'Allemagne, 1963.
- Aujourd'hui. Thèmes et variations, Paryż, Fayard, 1965.
- Paris au XVIIIe siècle, Paryż, Grenoble, 1968.
- Louis XIV, Paryż, Flammarion, 1974, wyd. polskie "Ludwik XIV", wyd. PIW, Warszawa 1984, seria Biografie Sławnych Ludzi.